# Ovidiu Hațegan
Ovidiu Alin Hațegan (n. 14 iulie 1980, Arad, România) este un arbitru român de fotbal, care activează în Liga I. În 2008 a devenit arbitru FIFA, arbitrând până în prezent 30 de meciuri internaționale.

## Biografie
A absolvit Universitatea de Medicină și Farmacie Victor Babeș din Timișoara, fiind de profesie medic. Mai târziu, a predat anatomia în limba engleză la Universitatea de Vest „Vasile Goldiș” din Arad. În 2009, Hațegan s-a căsătorit cu soția sa Nicoleta, cuplul având doi copii.
Ca arbitru a debutat pe 27 martie 1996. Zece ani mai târziu, în 2006, a fost promovat pentru prima dată în Liga I, iar în 2008 a fost promovat la rangul de arbitru FIFA.
Din iulie 2015 face parte din Grupul de Elită al arbitrilor UEFA.
În data de 9 noiembrie 2017, el a fost responsabil de prima etapă a play-off-ului de calificare la Cupa Mondială 2018, unde Elveția a învins gazdele Irlandei de Nord cu 1-0, datorită unei lovituri de pedeapsă fantomă extrem de controversată, care a fost acordată atunci când mingea a lovit spatele unui fundaș care, a fost perceput de oficial ca lovindu-l pe braț.
În data de 19 noiembrie 2018, Hațegan a arbitrat meciul Nations League dintre Germania și Țările de Jos, terminat cu 2-2, și a fost anunțat la pauza meciului că mama sa a decedat. El a dus meciul la bun sfârșit, dar, imediat după ce a fluierat finalul jocului, a izbucnit în plâns. Primul care l-a consolat a fost fundașul neerlandez Virgil van Dijk, care marcase în ultimul minut.
La sfârșitul lunii martie 2022, acesta a suferit un infarct miocardic și a fost nevoit să își suspende activitatea de arbitru. A revenit ca arbitru asistent video pentru sezonul 2022-2023 al SuperLigii României. Pe 3 iunie 2023, a fost delegat ca arbitru central al partidei dintre Unirea Ungheni și Corvinul Hunedoara, contând pentru barajul de promovare în Liga a II-a.